# Беловодское (Сумская область)
Беловодское (укр. Біловодське) — посёлок, Роменская городская община, Роменский район, Сумская область, Украина.
Код КОАТУУ — 5924182302. Население по переписи 2001 года составляло 59 человек.

## Географическое положение
Посёлок Беловодское находится на левом берегу реки Бобрик, которая через 1,5 км впадает в реку Сула, выше по течению на расстоянии в 2 км расположено село Марковское, ниже по течению на расстоянии в 1,5 км расположено село Беловод, на противоположном берегу — село Бобрик. Рядом проходят автомобильная дорога Т-1907 и железная дорога, станция Беловоды.